# Багирова, Аида Рагим кызы
Аида Багирова (Гамбар) (азерб. Aida Bağırova; род. 22 октября 1955, Кировабад) — учёный-востоковед, эксперт по Ближнему Востоку. Доктор исторических наук (2020).

## Биография
Родилась в Гяндже в семье врачей. С 1962 по 1972 год училась в средней школе № 15 города Баку.
В 1972—1977 годах обучалась в Азербайджанском (Бакинском) Государственном Университете по специальности переводчик арабского языка, арабист-филолог и окончила его с отличием.
В 1977—1980 годах находилась в командировке в Республике Ирак.
Академическую карьеру начала в 1980 году в Институте востоковедения Академии Наук Азербайджана. Прошла путь от младшего научного сотрудника до ведущего научного сотрудника.
Явлалась председателем Совета молодых учёных Института, членом Ученого совета.
С 1980 по 1984 годы училась в аспирантуре Института востоковедения Академии наук СССР (Москва), где защитила диссертацию на тему «Иракская партия БААС: идеология и политика», получив степень кандидата исторических наук.
С 1993 года работает доцентом на кафедре Истории стран Азии и Африки Бакинского государственного университета.
В 2020 году защитила докторскую диссертацию на тему «Внешняя политика Ирака в контексте международных отношений (1970—2010)».
Основная область исследований связана с новейшей историей и внешней политикой арабских стран.
Является автором около 100 научных статей, 5 монографий, 3 учебников.
Активно сотрудничает с СМИ в качестве эксперта по Ближнему Востоку.

## Избранные публикации
- Монографии:

1. Сирия и Ирак под властью Партии арабского Социалистического Возрождения. — Баку, 1999 (соавторство)
2. Внешняя политика Ирака (1968—2003). — Баку, 2004.
3. Ирак на рубеже тысячелетия: от «Бури» к «Свободе». — LAP LAMBERT Academic Publishing, Саарбрюккен (Германия), 2013
4. Ərəb baharı: gözləntilər və realliqlar (Арабская весна: ожидания и реальность). — Баку, 2016
5. Иракский кризис: внутренний и международные аспекты. — Баку, 2018

- Учебники:

1. Новейшая История стран Азии и Африки. — Баку, 2003, 2005, 2010 (соавторство)
2. Новейшая История арабских стран Азии, — 1-я часть. — Баку, 2013 (соавторство)
3. Новейшая История арабских стран Африки, 2-я часть. — Баку, 2018 (соавторство)

- Статьи:

1. Политика Ирака в зоне Персидского залива (70-е-80-е гг.). — Журнал «История и её проблемы». 1997, № 4
2. Позиция сопредельных стран по обеспечению безопасности зоны Персидского залива. — Журнал «Международная жизнь». 1999, № 1
3. Cağdaş Irak’ta Egemenlik, Din ve Dini Mühalefet. — «Avrasya Dosyası» (Ankara), Sonbahar 2000, cilt 6, № 3
4. Перспективы развития иракской нефти после кризиса в Персидском заливе. — Актуальные проблемы Востока: история и современность. 2001
5. İrak’ın Sosyo-Politik Yaşamında Ordunun Rolü. — «2023 Dergisi» (Ankara), haziran 2002, № 15
6. Основные аспекты политики Ирака в зоне Персидского залива на завершающем этапе «холодной войны». — Журнал «История и её проблемы», 2003, № 3.
7. Iraqi Army: Mith and Realites.- Анкара, 2003
8. Иракский режим: вторая мишень антитеррористической борьбы США. — Журнал «История и её проблемы», 2003, № 3
9. Ирако-иранские отношения в 90-е годы. — Вестник Бакинского университета. Серия гуманитарных наук. 2003, № 3
10. Некоторые аспекты ирако-турецких отношений в 90-е гг. — Вестник Бакинского университета. Серия гуманитарных наук. 2003, № 4
11. Ирако-египетские отношения в 70-90-е гг. XX в. — Журнал «История и её проблемы». 2004, № 1
12. Зона Персидского залива в системе международных отношений в конце 80-х-90-е гг. и политика Ирака. — Журнал «История и её проблемы». 2004, № 2
13. Отношения Ирака с ведущими мировыми державами в период ирако-иранской войны. — Востоковедный сборник. 2004
14. Кувейтский кризис и «иракская политика» США (1990—2003 гг.). — Журнал «Социальные науки». 2004, № 1 (17)
15. Ближневосточная политика Ирака в конце 60-х — 80-е гг. XX века. — Вестник Бакинского университета. Серия гуманитарных наук. 2004, № 1
16. Кувейтский кризис и его воздействие на региональную ситуацию. — «Восток и Кавказ». Рецензированный и реферированный международный научный журнал. Тб., 2005, № 3
17. Проблема «арабского единства» во внешней политике Ирака (70-е гг. XX в.). Вестник Бакинского Университета. Серия гуманитарных наук. 2005, № 1
18. Шиитское движение в современном Ираке. — Вестник Педагогического Университета. Серия гуманитарных наук. 2005, № 4
19. Pedaqoji Universitetin Xəbərləri. Humanitar və təbiət elmləri seriyası. 2005, № 2
20. О некоторых аспектах шиитской проблемы в Ираке. Научные исследования ИВ НАН. 2007, № 1-4
21. Проблемы межарабской интеграции и регионального сотрудничества во внешней политике Ирака (70-80-е гг. XX в.). — Журнал «История и её проблемы», 2007, № 2
22. О некоторых аспектах политики США в Ираке после 2003 г. — Вестник Бакинского Университета. Серия гуманитарных наук. 2008, № 3
23. 2003-cı il İraq müharibəsi ərəfəsində böyük güclərin siyasətinə dair. — Вестник Бакинского Университета. Серия гуманитарных наук.. 2010, № 1
24. Проблема иракских туркман во внешней политике Турции. Международная научная конференция «Тюркский мир: вчера и сегодня». Баку, 23-24 мая 2011
25. Война 2003 г. и её влияние на ирако-сирийские отношения. — Вестник Бакинского Университета. Серия гуманитарных наук. 2011
26. Ирак: трудный путь к демократическому государству. — Международная научная конференция «Актуальные проблемы современного востоковедения», Баку, 1-2 июнь 2011
27. Большой Ближний Восток и Ирак. — Международная конференция «Ближний и Средний Восток: вчера, сегодня и завтра». Баку, 2011
28. Проблема послевоенного Ирака в региональных отношениях — Вестник Бакинского Университета. Серия гуманитарных наук. 2011
29. Müasir dövrdə İraq-Avropa İttifaqı münasibətləri. (Отношения Ирака с Евросоюзом на современном этапе). — Спецвыпуск журнала «История и её проблемы», посвященный 90-летию академика З. М. Буниятова. 2012, № 2
30. О некоторых международных аспектах иракской войны 2003 г. — Вестник Бакинского Университета. Серия гуманитарных наук. 2013, № 3
31. Об участии международного сообщества в послевоенном восстановлении Ирака. — Вестник Бакинского Университета. Серия гуманитарных наук. 2015, № 2
32. Türkiyənin "İraq siyasəti"nin açar nöqtələri (2003—2010). (Ключевые аспекты «Иракской политики» Турции (2003—2010) /13. Uluslararası Türk Dünyası. Sosial bilimler Kongresi. 28-29 Ekim 2015 İstanbul, 2016
33. İraqda türkman varlığı: dünəni və buğunu (Иракские туркманы: вчера и сегодня). III Beynəlxalq Türk Dünyası Araşdırmaları Simpoziumunun Materialları, Bakı, 25-27 may, Cild II, 2016
34. Yaponiyanın xarici siyasətində İraq problemi (Иракская проблема во внешней политике Японии). — Вестник Бакинского Университета. Серия гуманитарных наук. 2016, № 1
35. Türkiye’nin politikasında Irak faktörü (2003—2010). URAL Eğitim, Kültür ve Stratejik Araşdırmalar Dergisi, İstanbul, 2016
36. Irak Türkmanları: tarihi ve bügünü. URAL Eğitim, Kültür ve Srtarejik Araşdırmalar Dergisi, İstanbul, 2016
37. Деятельность шиитских улемов в Ираке в годы Первой мировой войны. — Журнал «Вопросы истории», М., 2018, № 2
38. Новая Конституция Туниса. — LAP LAMBERT Academic Publishing, Саарбрюккен (Германия), 2017
39. I Dünya savaşı arefesinde İtalya-Osmanlı savaşı ve Libya Kolonisinin Oluşturulması. — «Turan». İlim, Fikir ve Medeniyyet Dergisi. Стамбул, 2018
40. Регionaльна геостратегiя Туреччини — Iракський вектор. — Evropsky Filozoficky a historicky diskurz. Прага, 2019
41. Сдвиги в «арабской» политике Ирака после войны 2003 года (на примере отношений с Египтом и Сирией). — Евразийский Союз Ученых, М., 2019
42. Bağırova, A. (2023). Baas Partisi Döneminde Irak-Suriye İlişkilerinin Özellikleri. Akademik Tarih Ve Düşünce Dergisi, 10(5), 1878-1892.
43. Baghirova, A. (2024). THE ARAB POLITICS OF IRAQ DURING THE BAATH PARTY RULE: BETWEEN THEORY AND PRACTICE. Reconstructing the Past: Journal of Historical Studies. https://doi.org/10.54414/bgzo6098

## Участие в международных симпозиумах, конференциях и семинарах
- Россия (Москва — 1985, 1986, 1989)
- Турция (Стамбул — 2002, 2015, Анкара-2016, 2017)
- Азербайджан (Баку — 2004, 2005, 2007, 2011, 2016, 2018)